# 싱어즈
싱어즈는 EBS 1TV에서 목요일 밤 10시 45분에 방송하는 시사 교양 프로그램이다.